# Елеонора Баруџија
Елеонора Баруџија Тутуновић (Пула, 1965) југословенска је и српска поп певачица. Југословенској јавности постаје позната након што је са сестром Изолдом певала пратеће вокале југословенском представнику на Песми Евровизије 1983. Даниелу Поповићу. Потом је једно време наступала заједно са сестром као део поп-двојца Сестре Баруџија.
Године 1991. сели се из Сплита за Београд где почиње са интензивнијом соло каријером.
Одиграла је и епизодну улогу у комедији Мисс Александра Хусића из 1986. године, а исте године проглашена је и за мис спорта у Немачкој.

## Дискографија
- Лептир (Стиг продукција, 1995)
- Угаси ме (ПГП-РТС, 1997)
- Елеонора Баруџија (ЗаМ, 2000)
- Е баш тако (Сити рекордс, 2002)
- Сутра је нови дан (ВИП, 2006)

## Фестивали
Опатија:
- Ако имаш оно све (Вече младих), ’84

Југословенски избор за Евросонг:
- Талас љубави (као вокал групе Макадам), шесто место, Скопље ’84
- Хеј, хеј, врати се (дует са сестром Изолдом Баруџијом), једанаесто место, Београд ’92

Загреб:
- Која луда ноћ (дует са сестром Изолдом Баруџијом), ’85
- 1987. Загреб — Ти био си ми друг

Сплит:
- Гондола (дует са сестром Изолдом Баруџијом), ’86

Цавтатфест:
- Лупкају капи (дует са сестром Изолдом Баруџијом), ’86

МЕСАМ:
- Опет Београд (дует са сестром Изолдом Баруџијом), прва награда жирија и плакета СОКОЈ-а за најбоље дело у целини, ’86
- Певају сви (дует са сестром Изолдом Баруџијом), ’91
- Жељу пожелим (дует са сестром Изолдом Баруџијом), десето место, ’94
- Неће моћи, дванаесто место, ’95

Ваш шлагер сезоне, Сарајево:
- Слободна (дует са сестром Изолдом Баруџијом), ’87

Фестивал војничких песама и корачница, Београд:
- Срећан пут, војниче мој, 2002